# Idactus multifasciculatus
Idactus multifasciculatus är en skalbaggsart som beskrevs av Stefan von Breuning 1938. Idactus multifasciculatus ingår i släktet Idactus och familjen långhorningar. Inga underarter finns listade i Catalogue of Life.